# ザコパネ駅

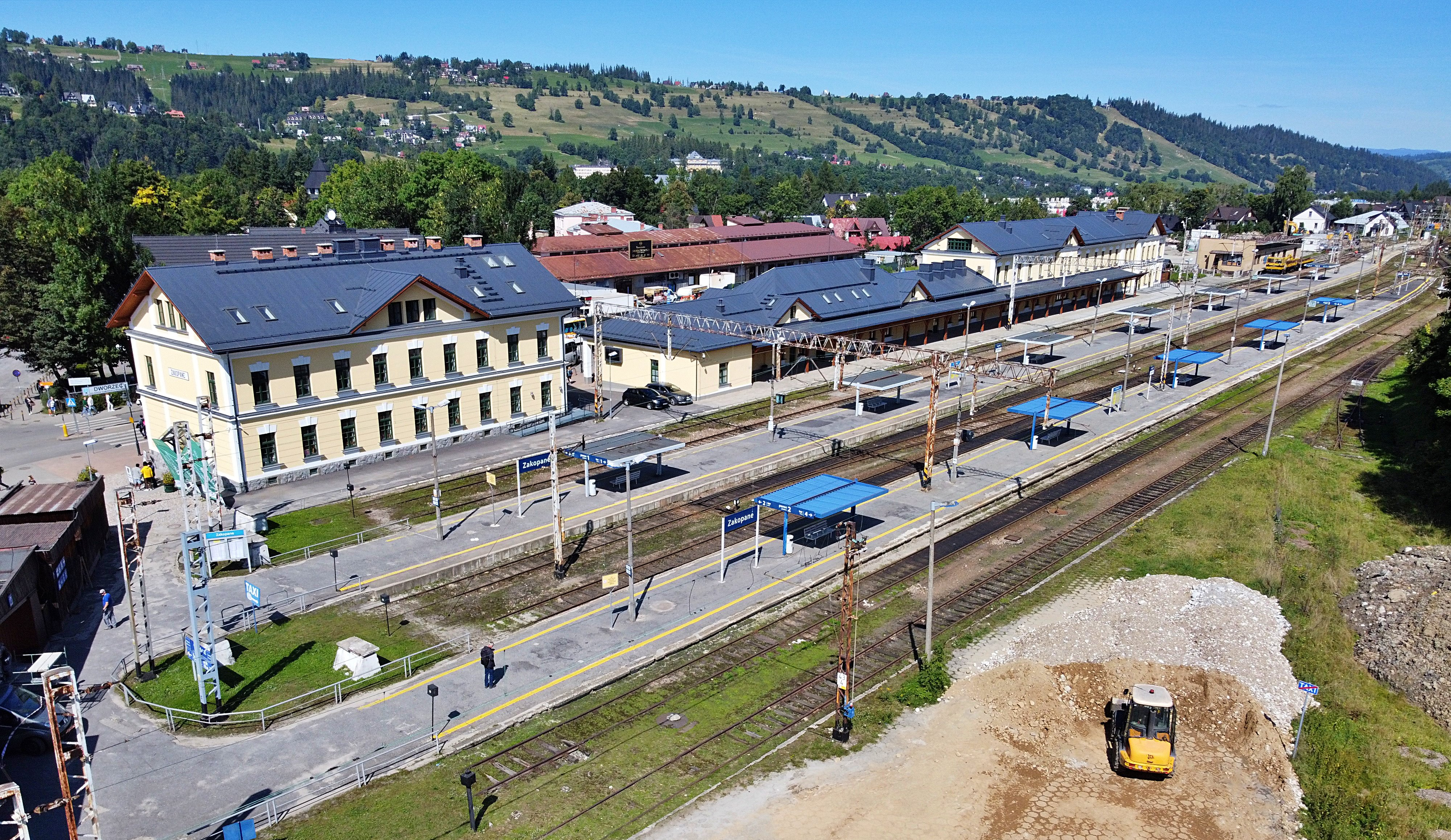
ザコパネ駅

ザコパネ駅（Zakopane）は、ポーランドのザコパネにある鉄道駅。
クラクフ中央駅からザコパネへと向かう列車の終着駅。1899年に開業した。3本のホームがあり、5番線まである。クラクフからザコパネまで所要時間は約4時間。ワルシャワ中央駅からの直行列車も一日に往復7本ほど運行しており、所要時間は約7時間程度。
| スタブアイコン | サブスタブ | この項目は、まだ閲覧者の調べものの参照としては役立たない、鉄道に関連した書きかけの項目です。この項目を加筆・訂正などしてくださる協力者を求めています（P:鉄道/PJ:鉄道）。 |